# J. Gordon Edwards
Ne doit pas être confondu avec J. Gordon Edwards (entomologiste).
J. Gordon Edwards (né le 24 juin 1867 à Montréal et mort le 31 décembre 1925 à New York) est un réalisateur, producteur et scénariste canadien.

## Biographie
J. Gordon Edwards a commencé sa carrière au théâtre comme acteur et metteur en scène. Il a réalisé son premier film intitulé St. Elmo en 1914. Il a ensuite dirigé tous les films à grand budget des studios Fox, dont tous ceux de l'actrice Theda Bara entre 1916 et 1919. Il devint le superviseur des productions de la Fox et continua à faire des films jusqu'à sa mort, d'une pneumonie.

## Filmographie
La plus grande partie de sa production est aujourd'hui considérée comme perdue.

### Producteur
- A Daughter of the Gods (1916)

### Réalisateur
- 1914 : Life's Shop Window
- 1914 : St. Elmo (film, 1914) (en)

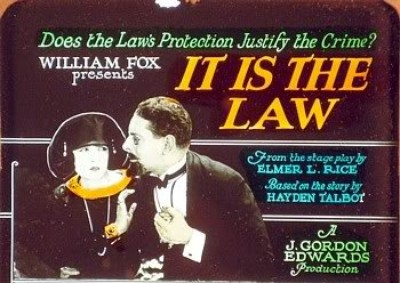
Le Mort vivant (It is the Law - 1924)

- 1915 : Anna Karénine (Anna Karenina)
- 1915 : Blindness of Devotion (it)
- 1915 : The Galley Slave (film, 1915) (en)
- 1915 : Should a Mother Tell
- 1915 : The Song of Hate (en)
- 1915 : The Unfaithful Wife (it)
- 1915 : A Woman's Resurrection (en)
- 1916 : The Green-Eyed Monster (film, 1916) (en)
- 1916 : Her Double Life (en)
- 1916 : Romeo and Juliet (film 1916 Fox) (en)
- 1916 : The Spider and the Fly (film, 1916) (it)
- 1916 : Under Two Flags (film, 1916) (en)
- 1916 : The Vixen
- 1916 : A Wife's Sacrifice
- 1917 : Camille
- 1917 : La Reine des Césars (Cleopatra)
- 1917 : The Darling of Paris (en)
- 1917 : Madame Du Barry (film, 1917) (en) (La Du Barry)
- 1917 : Heart and Soul (film, 1917) (en)
- 1917 : Her Greatest Love (en)
- 1917 : The Rose of Blood (en)
- 1917 : Tangled Lives
- 1917 : The Tiger Woman (en)
- 1918 : The Forbidden Path (en)
- 1918 : Salomé
- 1918 : The She Devil
- 1918 : The Soul of Buddha
- 1918 : Under the Yoke (en) (Un cavalier passa)
- 1918 : When a Woman Sins
- 1919 : The Last of the Duanes (film, 1919) (en)
- 1919 : The Light
- 1919 : The Lone Star Ranger
- 1919 : The Siren's Song (en)
- 1919 : When Men Desire) (en)
- 1919 : Wings of the Morning (en)
- 1919 : Wolves of the Night) (en)
- 1919 : A Woman There Was) (en)
- 1920 : The Adventurer (film, 1920)
- 1920 : Drag Harlan) (en)
- 1920 : Heart Strings) (en)
- 1920 : If I Were King
- 1920 : L'Île d'espoir (The Joyous Troublemaker)
- 1920 : The Orphan
- 1920 : The Scuttlers (en) (Sabordeurs)
- 1921 : His Greatest Sacrifice) (en)
- 1921 : La Reine de Saba (Queen of Sheba)
- 1922 : Nero (film, 1922) (en) (Néron)
- 1923 : The Net (en)
- 1923 : The Shepherd King) (en)
- 1923 : Sa patrie (The Silent Command)
- 1924 : Le Mort vivant (It Is the Law)

### Scénariste
- 1915 : Blindness of Devotion
- 1916 : A Wife's Sacrifice
- 1921 : La Reine de Saba (Queen of Sheba)